# Josh Taylor
Josh James William Taylor (Edimburgo, 2 de enero de 1991) es un boxeador británico. 
Taylor fue el campeón indiscutido del peso superligero, convirtiéndose en el primer oriundo de Escocia en ganar los cuatro títulos de las principales organizaciones del boxeo: CMB, AMB, OMB y FIB, además del The Ring Magazine. Se proclamó campeón lineal de la TBRB tras ganar a José Carlos Ramírez.
Taylor se convirtió en profesional en 2015 después de una carrera amateur en la selección de los Juegos Olímpicos de 2012 y ganar la medalla de oro en los Juegos de la Commonwealth 2014 en la división de peso superligero.

## Carrera amateur
Taylor era campeón de taekwando júnior, y pasó al boxeo a los 15 años bajo el mando de Terry McCormack de Lochend ABC en Edimburgo. Taylor ganó una medalla de plata en los Juegos de la Mancomunidad 2010 en Delhi, donde fue derrotado por Thomas Stalker en la final de peso ligero por 11-3. Tras el evento de clasificación europeo en Trabzon, Turquía, el boxeador ACB Lochend se clasificó para los Juegos Olímpicos de 2012 en Londres, perdiendo ante el número dos, Domenico Valentino. Taylor se convirtió en el primer boxeador escocés liviano en clasificar para los Juegos Olímpicos desde Dick McTaggart, quien ganó una medalla de oro en Melbourne en 1956 y un bronce en Roma en los siguientes juegos. Llegó a la final de los Juegos de la Mancomunidad nuevamente en 2014, esta vez en el peso wélter ligero. Taylor ganó la medalla de oro, derrotando a Junias Jonas de Namibia en la final. Taylor también representó a los Lionheart británicos en la Serie Mundial de Boxeo.

## Carrera profesional
Taylor comenzó su carrera profesional en junio de 2015, firmando con Cyclone Promotions de Barry McGuigan, y entrenado por Shane McGuigan. Taylor hizo su debut en julio de 2015, derrotando a Archie Weah con un nocaut técnico en el segundo asalto.
En su séptima pelea, Taylor ganó el título de peso wélter ligero de la Commonwealth al vencer a Dave Ryan con un paro en el quinto asalto. Ryan fue derribado dos veces en el transcurso de la pelea. Ryan había tenido previamente el título entre 2014 y 2015. Taylor ganó sus primeras siete peleas por nocaut. Su racha de nocauts llegó a su fin contra Alfonso Olvera, quien tuvo 8 asaltos con Taylor en el MGM Grand Garden Arena en enero de 2017. Taylor ganó la pelea por decisión unánime (79-72, 78-73, 78-73). El 24 de marzo, Taylor defendió su título de la Commonwealth por primera vez, venciendo a Warren Joubert con un nocaut en el sexto asalto, después de hacerle varias heridas con ganchos de izquierda. Joubert cayó en el sexto asalto y su esquina arrojó la toalla.
El 8 de julio, Taylor se enfrentó al campeón de Plata de la WBC y compañero prospecto invicto Ohara Davies. Los dos se habían burlado mutuamente en Twitter. Taylor también estaría defendiendo el título de la Commonwealth. Detuvo a Davies, derribándolo una vez en el tercer asalto y dos veces en el séptimo antes de que el árbitro detuviera el combate.
Taylor defendió su título de plata del CMB contra el excampeón mundial de peso ligero Miguel Vázquez el 11 de noviembre en el Royal Highland Center. Aunque el estilo de Vázquez parecía plantear problemas para Taylor desde el principio, Taylor lo derribó a medida que avanzaba la pelea. Vázquez cayó en el noveno asalto por golpes al cuerpo, y no pudo vencer el conteo. Esta fue la primera derrota por detención de Vázquez.
El 18 de enero de 2018 se confirmó que Taylor defendería su título superligero de plata del CMB contra el veterano Humberto Soto el 3 de marzo de 2018, en el SSE Hydro en Glasgow. El 24 de febrero de 2018 se reveló que Soto había sufrido una lesión mientras entrenaba, lo que significaba que tenía que retirarse de la pelea. El mismo día, el nicaragüense Winston Campos fue anunciado como su reemplazo.

### Taylor vs Postol
En junio de 2018, Taylor peleó contra el excampeón mundial superligero del CMB, el ucraniano Viktor Postol, ganando el combate por decisión unánime en una pelea a 12 asaltos, lo que significa su colocación en la posición obligatoria para pelear contra el campeón mundial superligero del CMB, José Carlos Ramírez. La pelea tuvo lugar en el SSE Hydro, Glasgow.

### Taylor vs Ramírez
En mayo de 2021, Taylor peleó contra el excampeón mundial superligero del CMB (WBC) y de la WBO, José Ramírez, ganando el combate por decisión unánime en una pelea a 12 asaltos.

## Récord profesional
| 19 Victorias (13 KOs), 2 Derrotas |        |                       |      |              |            |                                              | |
| Res.                              | Récord | Oponente              | Tipo | Rd., Tiempo  | Datos      | Localidad                                    | Notas |
| V                                 | 1–0    | Archie Weah           | TKO  | 2 (6), 1:53  | 2015-07-18 | Don Haskins Center, El Paso, Texas, US       | |
| V                                 | 2–0    | Adam Mate             | TKO  | 1 (6), 1:25  | 2015-10-16 | Meadowbank Sports Centre, Edinburgh, Escocia | |
| V                                 | 3–0    | Daniel Cosmin Minescu | TKO  | 1 (4), 0:45  | 2015-11-20 | Waterfront Hall, Belfast, Irlanda del Norte  | |
| V                                 | 4–0    | Lyes Chaibi           | KO   | 2 (6), 1:40  | 2016-02-27 | Manchester Arena, Mánchester, Inglaterra     | |
| V                                 | 5–0    | Miguel González       | TKO  | 1 (6), 1:33  | 2016-05-14 | Ice Arena Wales, Cardiff, Gales              | |
| V                                 | 6–0    | Evincii Dixon         | RTD  | 2 (8), 3:00  | 2016-07-30 | Barclays Center, Brooklyn, New York, US      | |
| V                                 | 7–0    | Dave Ryan             | TKO  | 5 (12), 2:45 | 2016-10-21 | Meadowbank Stadium, Edinburgh, Escocia       | Gana el título vacante de la Commonwealth en el peso superligero                                                                                           |
| V                                 | 8–0    | Alfonso Olvera        | UD   | 8            | 2017-01-28 | MGM Grand Garden Arena, Paradise, Nevada, US | |
| V                                 | 9–0    | Warren Joubert        | TKO  | 6 (12), 1:27 | 2017-03-24 | Meadowbank Stadium, Edinburgh, Escocia       | Retiene el título de la Commonwealth en el peso superligero                                                                                                |
| V                                 | 10–0   | Ohara Davies          | TKO  | 7 (12), 2:25 | 2017-07-08 | Braehead Arena, Glasgow, Escocia             | Retiene el título de la Commonwealth en el peso superligero; Gana el título WBC Silver en el peso superligero                                              |
| V                                 | 11–0   | Miguel Vázquez        | KO   | 9 (12), 2:30 | 2017-11-11 | Royal Highland Centre, Edinburgh, Escocia    | Retiene el título WBC Silver en el peso superligero |
| V                                 | 12–0   | Winston Campos        | TKO  | 3 (12), 0:44 | 2018-03-03 | SSE Hydro, Glasgow, Escocia                  | Retiene el título WBC Silver en el peso superligero |
| V                                 | 13–0   | Viktor Postol         | UD   | 12           | 2018-06-23 | SSE Hydro, Glasgow, Escocia                  | Retiene el título WBC Silver en el peso superligero |
| V                                 | 14–0   | Ryan Martin           | TKO  | 7 (12), 2:21 | 2018-11-03 | SSE Hydro, Glasgow, Escocia                  | Retiene el título WBC Silver en el peso superligero Cuartos de final del World Boxing Super Series                                                         |
| V                                 | 15–0   | Ivan Baranchyk        | UD   | 12           | 2019-05-18 | SSE Hydro, Glasgow, Escocia                  | Retiene el título WBC Silver en el peso superligero. Ganá el título mundial de la IBF. Semifinal del World Boxing Super Series                             |
| V                                 | 16–0   | Regis Prograis        | MD   | 12           | 2019-10-26 | The O2 Arena, Londres, Inglaterra            | Retiene el título mundial de la IBF en el peso superligero. Ganá el título mundial WBA (Súper) y The Ring superligero. Final del World Boxing Super Series |
| V                                 | 17–0   | Apinun Khongsong      | KO   | 1 (12)       | 2020-09-26 | York Hall, Bethnal Green, Inglaterra         | Retiene los títulos mundiales de la WBA (Súper), IBF y The Ring en el peso superligero.                                                                    |
| V                                 | 18–0   | José Carlos Ramírez   | UD   | 12           | 2021-05-22 | Virgin Hotels, Las Vegas.                    | Retiene los títulos mundiales de la WBA (Súper), IBF y The Ring. Gana los títulos de la WBC y WBO en el peso superligero.                                  |
| V                                 | 19-0   | Jack Catterall        | SD   | 12           | 2022-02-26 | The SSE Hydro, Glasgow.                      | Retiene los títulos mundiales de la WBA, (Súper), WBC, WBO, IBF, The Ring en el peso superligero                                                           |
| D                                 | 19-1   | Teófimo López         | UD   | 12           | 2023-06-11 | Madison Square Garden                        | Pierde los títulos mundiales de la WBA (Súper), WBC WBO, IBF, The Ring en el peso superligero.                                                             |
| D                                 | 19-2   | Jack Catterall        | UD   | 12           | 2024-05-25 | First Direct Arena, Leeds                    | |